# Jüdische Mädchenschule (Berlin)

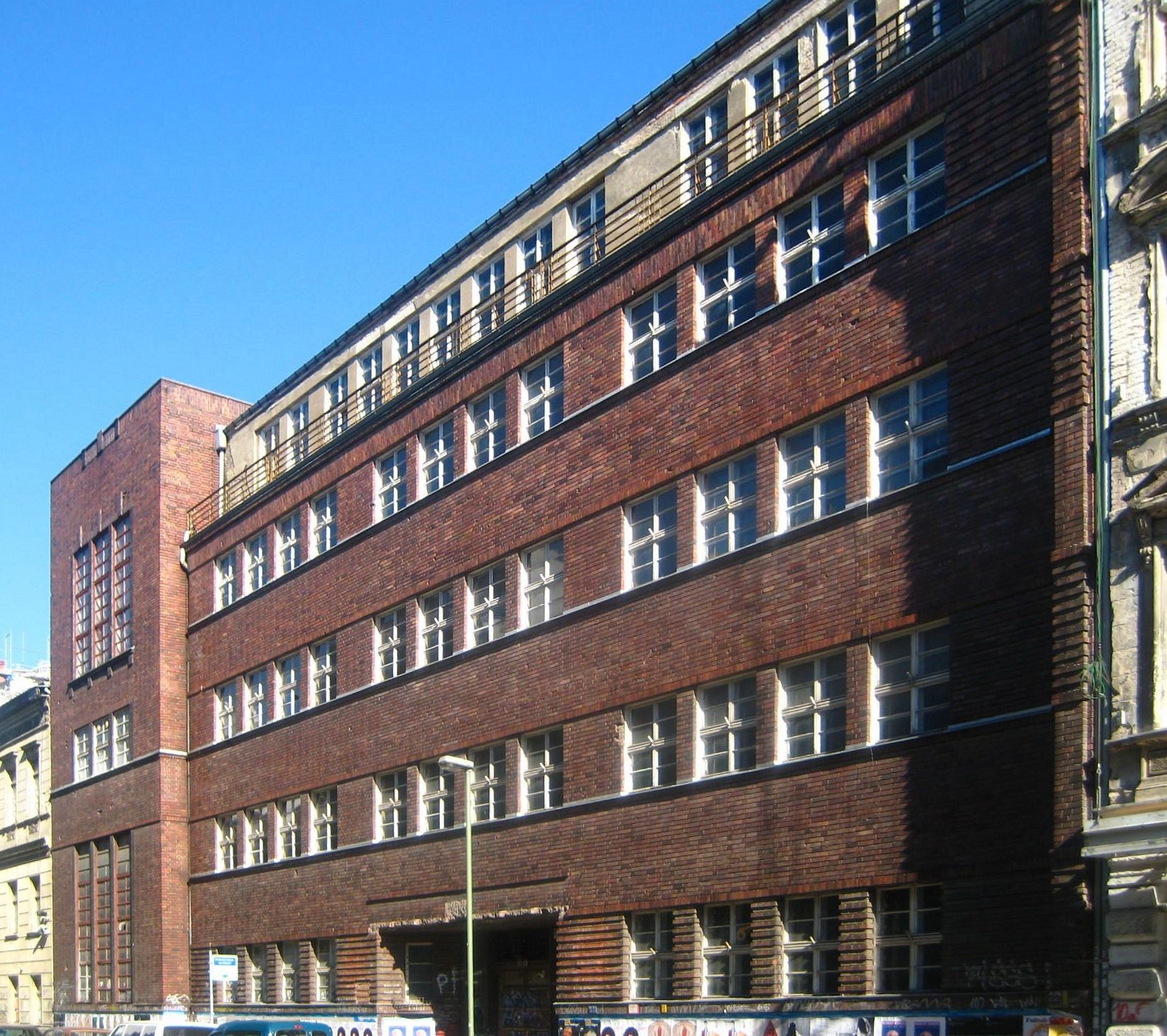
Jüdische Mädchenschule, Fassade mit Haupteingang, 2010

Die Jüdische Mädchenschule Berlin wurde 1835 gegründet und zog nach verschiedenen Zwischenstationen 1930 in ein neues Gebäude in der Auguststraße 11–13 im Berliner Ortsteil Mitte um. Heute befinden sich in diesem Gebäude unter anderem der Salon Berlin des Museums Frieder Burda, die Michael Fuchs Galerie, der Rooftop Playground, ein Ausstellungsraum unter freiem Himmel und ein Restaurant.

## Geschichte
Die erste Mädchenschule der Jüdischen Gemeinde in Berlin wurde 1835 in der Heidereutergasse 5 in einem Nebengebäude der Alten Synagoge im Berliner Marienviertel eröffnet. 1875 zog die Schule in die Rosenstraße 2 um und 1904 bezog sie einen Neubau in der nahe dem Alexanderplatz gelegenen Kaiserstraße 29/30 (heute: Jacobystraße). 1930 zog die Schule schließlich in die in der Spandauer Vorstadt gelegene Auguststraße um.
Die Schülerinnen der Jüdischen Mädchenschule wurden in den üblichen Schulfächern, in Hebräisch und in traditionellen Formen der Kunst unterrichtet.
Im April 1933 trat das Gesetz gegen die Überfüllung deutscher Schulen und Hochschulen in Kraft. Dieses begrenzte den Zugang jüdischer Kinder zu öffentlichen Schulen, sodass die Zahl der Schüler in den jüdischen Schulen Berlins von knapp 400 auf über 1000 stieg. Durch die zwangsweise Ausweisung vieler polnisch-stämmiger jüdischer Familien aus Berlin nach Polen ab Oktober 1938 sank die Schülerzahl wieder.
Im Jahr 1942 wurden sämtliche jüdischen Schulen in Deutschland geschlossen, die Jüdische Mädchenschule Berlin am 30. Juni 1942. Die meisten ihrer Schülerinnen und Lehrkräfte wurden deportiert und in Todeslagern umgebracht. Das Gebäude diente bis zum Ende des Zweiten Weltkriegs als Militärkrankenhaus.
Nach dem Ende des Krieges und der damit einhergehenden Teilung Deutschlands lag die Schule im Sowjetischen Sektor. Im Jahr 1950 wurde sie wieder eröffnet und erhielt in den 1960er Jahren den Namen Bertolt-Brecht-Oberschule. 1979 drehte Günter Jordan den DEFA-Dokumentarfilm Berlin – Auguststraße mit einer Klasse der Schule. Aus Mangel an Schülern wurde die Schule 1996 geschlossen und das Gebäude jahrelang dem Verfall überlassen.
Im Frühjahr 2006 wurde der Bau für Ausstellungen im Rahmen der 4. Berlin Biennale kurzzeitig wieder eröffnet. Im Oktober 2006 fand in den Räumen eine Ausstellung zu Hannah Arendts 100. Geburtstag statt, in der ihre Rolle bei der Rettung von jüdischen Kindern während der Nazi-Zeit aufgezeigt wurde. Mithilfe der Conference on Jewish Material Claims Against Germany (Jewish Claims Conference) konnte die Immobilie 2009 offiziell der Jüdischen Gemeinde Berlin übergeben werden. Anfang 2011 gab diese das Gebäude – mit einem 30-jährigen Pachtvertrag – an den Galeristen Michael Fuchs zur kulturellen und gastronomischen Nutzung, der wiederum rund fünf Millionen Euro in die Sanierung investierte und 2012 die „Ehemalige Jüdische Mädchenschule“ auf 3000 m² neu eröffnete.

## Heutige Nutzung
Seit 2012 befinden sich in dem Gebäude eine Bar bzw. ein Bistro und ein Restaurant im Stil der Goldenen Zwanziger Jahre. Die Räume in der zweiten Etage wurden im November 2012 und bis zur Schließung im Januar 2019 durch das Museum The Kennedys bezogen. In der dritten Etage der Schule befindet sich die Michael Fuchs Galerie, in der Gegenwartskunst ausgestellt wird. Außerdem befindet sich hier der Salon Berlin des Museums Frieder Burda. Im Herbst 2016 gegründet und eng mit dem Museum in Baden-Baden verbunden, ist der Salon nicht nur ein Projekt- und Schauraum, der das Museumsprogramm und die Sammlung des Mutterhauses begleitet und vermittelt. Unter der kuratorischen Leitung von Patricia Kamp wurde hier ein Ort des Austausches und der Diskurse geschaffen, der sich der Förderung und Vermittlung neuer künstlerischer Ausdrucksformen verschreibt.

## Architektur
Die Mädchenschule in der Auguststraße wurde 1927/1928 nach Plänen des Gemeindebaumeisters Alexander Beer mit einer Nutzfläche von rund 3000 m² für rund 300 Schülerinnen im Stil der Neuen Sachlichkeit gebaut. Sie war eines der letzten Vorkriegsbauwerke auf einem Grundstück der Jüdischen Gemeinde Berlin.
Das Schulgebäude gliedert sich zur Straßenseite in zwei Bereiche: Den vorspringenden Turmbau mit großen Metallfenstern und den zur Blockkante nach innen versetzten Baukörper mit dem Haupteingang. Die Straßen- sowie die Hoffassade sind mit dunklen Eisenklinkern, verputzten Flächen, gestrichenen Holzfenstern und dunklen Stahlfenstern gestaltet.
Die Etagen sind durch ein großzügiges Haupttreppenhaus und ein Nebentreppenhaus im Seitenflügel verbunden. Im Erdgeschoss befanden sich neben der Turnhalle auch die Direktoren- und Lehrerzimmer. In den oberen Geschossen waren 14 Klassenräume, ein großer Zeichensaal sowie Handarbeits- und Physikräume.
Auf der Hofseite befindet sich darüber hinaus ein nicht saniertes und leerstehendes Einzelgebäude dieser Schule.
Um den Verfall des Komplexes aufzuhalten, aber gleichzeitig den Charakter des Gebäudes zu erhalten und den Anforderungen des Denkmalschutzes zu entsprechen, entschlossen sich der Galerist und Initiator Michael Fuchs und das Architektenbüro Grüntuch Ernst zu einer behutsamen Instandsetzung der straßenseitigen Schulteile. Im Zuge der Restaurierung wurden die Fassaden und Raumaufteilungen aus der Entstehungszeit des Gebäudes erhalten und wiederhergestellt.

## Medienresonanz
Die Neueröffnung und Umnutzung der Jüdischen Mädchenschule Berlin stieß auf großes Interesse der Presse.

„Die Selbstverständlichkeit, mit der Berliner Kunstszene und jüdisches Gemeindeleben Tür an Tür leben, macht Mut. Achtzig Jahre nach seiner Errichtung ist das Bauwerk in der Normalität eines urbanen Kulturtreffpunkts angekommen, ohne Überwachungskameras und Sicherheitsschleuse. Wenn sich bei Vernissagen Besuchermassen durchs Haus drängen, erhellen die anmutig gesprossten Fenster wie eine überdimensionale Laterne die Umgebung – der Bauhaus-Geist strahlt wieder.“

„Die erwartete Mitte-Coolness aber, die ist in der Auguststraße 11–13 nicht zu finden. Gemütlichkeit, ja, geradezu ein neuer Sinn für Heimat scheint hier eingezogen zu sein. Fehlt eigentlich nur noch der Kamin. Im ‚Kosher classroom‘ hängt ausgestopftes Viechzeug an den Wänden. Holzgetäfelte Türrahmen, tiefgrüne Sitzmöbel im Restaurant Pauly-Saal, eingerichtet in der sehr hohen ehemaligen Turnhalle. Hingucker sind die riesigen Lüster aus honiggelbem Glas – mundgeblasen in der namensgebenden italienischen Murano-Manufaktur, angefertigt nach einem Entwurf von Landwehr.“

„Mit der Wiedereröffnung der Mädchenschule als kunstvoll-kulinarische Wundertüte heute Abend erscheint die Gentrifizierung der Auguststraße als abgeschlossen. Anfang der neunziger Jahre kamen mit den Hausbesetzern die Künstler. Die Eröffnung der Kunst-Werke KW schräg gegenüber etablierte das Viertel als experimentelle Keimzelle des Kunstbooms. Mit den Künstlern kamen die Galeristen, kamen die Spekulanten, kamen die Miethaie – so wird das Hohelied der Gentrifizierung gesungen, Vertreibung der alten Bevölkerung und Luxurisierung des Bestands inklusive.“